# Miss Continentes Unidos 2013
Miss Continentes Unidos 2013 fue la 8ª edición del certamen Miss Continentes Unidos, correspondiente al año 2013; la cual se llevó a cabo el 14 de septiembre en el Palacio de Cristal en la ciudad de Guayaquil, Ecuador. Candidatas de 27 países y territorios autónomos compitieron por el título durante 2 semanas. Al final del evento, Camila de Lima Serakides, Miss Continente Americano 2012, de Brasil, coronó a Carolina Andrea Aguirre Pérez, de Ecuador, como su sucesora. 
El concurso fue transmitido a través del canal de televisión ecuatoriano Gamavisión y a través de otros canales de televisión a nivel mundial.

## Historia
Desde el año 2006 se ha realizado el certamen de belleza Miss Continente Americano en forma sucesiva en la ciudad de Guayaquil, Ecuador.
Debido al extraordinario éxito alcanzado y la gran acogida internacional la Organización Miss Continente Americano, dirigida por María del Carmen de Aguayo se decidió extender el certamen fuera de América para hacerlo de forma medial, cambiando el nombre del concurso de  Miss Continente Americano a Miss Continentes Unidos.

## Resultados
| Resultado Final                  | Candidata |
| -------------------------------- | --- |
| Miss Continentes Unidos 2013     | - Ecuador- Carolina Andrea Aguirre Pérez |
| Virreina Continentes Unidos 2013 | - India - Purva Rana |
| Primera Finalista                | - Chile - María Belén Jérez Spuler |
| Segunda Finalista                | - Bélgica- Sherine Dandoy |
| Tercera Finalista                | - Uruguay- Camila Vezzoso García |
| Cuarta Finalista                 | - Panamá - María Gabrielle Sealy Rivera |
| Top 10                           | - Australia - Colleen Boyle - Colombia - Daniela Margarita Vega Mendoza - República Dominicana - Anyelina Mariel Sánchez Guzmán - Venezuela - Michelle Casasola Pirela |

## Premios especiales
| Premio               | Candidata                                    |
| -------------------- | -------------------------------------------- |
| Mejor Traje Típico   | - Ecuador - Carolina Andrea Aguirre Pérez    |
| Miss Amistad         | - Estados Unidos- Kelly Saks                 |
| Miss Fotogénica      | - Filipinas - Christina Joy Montero De Vries |
| Miss Puntualidad     | - México - Irma Evangelina Cedeño Rascón     |
| Miss Kotex Evolution | - Uruguay - Camila Vezzoso García            |
| Miss Yambal          | - Ecuador - Carolina Andrea Aguirre Pérez    |

## Candidatas
27 candidatas fueron confirmadas:
(En la tabla se utiliza su nombre completo, los sobrenombres van entrecomillados y los apellidos utilizados como nombre artístico, entre paréntesis; fuera de ella se utilizan sus nombres «artísticos» o simplificados).
| País/Territorio      | Candidata                      | Edad | Estatura        | Residencia            |
| -------------------- | ------------------------------ | ---- | --------------- | --------------------- |
| Argentina            | Tatiana María José Bischof     | 18   | 1,79 m (5′ 10″) | Ciudad de Resistencia |
| Australia            | Colleen Boyle                  | 24   | 1,71 m (5′ 7″)  | Sídney                |
| Bélgica              | Sherine Dandoy                 | 20   | 1,70 m (5′ 7″)  | Bruselas              |
| Belice               | Destinee Dominique Arnold      | 20   | 1,68 m (5′ 6″)  | Belmopán              |
| Bolivia              | María Renée Carmona Solíz      | 18   | 1,85 m (6′ 1″)  | Cochabamba            |
| Brasil               | Thainara Cristina Latenik      | 21   | 1,75 m (5′ 9″)  | Santa Catarina        |
| Canadá               | Melanie McGregor               | 25   | 1,78 m (5′ 10″) | Toronto               |
| Chile                | María Belén Jérez Spuler       | 24   | 1,77 m (5′ 10″) | Viña del Mar          |
| Colombia             | Daniela Margarita Vega Mendoza | 20   | 1,71 m (5′ 7″)  | Barranquilla          |
| Costa Rica           | Brenda Jasmín Muñoz Hernández  | 19   | 1,75 m (5′ 9″)  | Guanacaste            |
| Ecuador              | Carolina Andrea Aguirre Pérez  | 22   | 1,80 m (5′ 11″) | Guayaquil             |
| Estados Unidos       | Kelly Saks                     | 26   | 1,68 m (5′ 6″)  | Miami                 |
| Filipinas            | Christina Joy Montero De Vries | 21   | 1,75 m (5′ 9″)  | Manila                |
| Guatemala            | Glenda Mishell Mayén Posuelos  | 20   | 1,67 m (5′ 6″)  | Santa Cruz del Quiché |
| Honduras             | Alba Azucena Paredes Trejo     | 21   | 1,73 m (5′ 8″)  | Choloma               |
| India                | Purva Rana                     | 22   | 1,80 m (5′ 11″) | Pune                  |
| México               | Irma Evangelina Cedeño Rascón  | 23   | 1,73 m (5′ 8″)  | Guadalajara           |
| Nicaragua            | Daniela Luviana Torres Bonilla | 26   | 1,74 m (5′ 9″)  | Managua               |
| Panamá               | María Gabrielle Sealy Rivera   | 20   | 1,73 m (5′ 8″)  | Panamá                |
| Paraguay             | Laura Leticia Garcete Riveros  | 23   | 1,76 m (5′ 9″)  | Asunción              |
| Perú                 | Stephanie Benalcázar Cárdenas  | 24   | 1,72 m (5′ 8″)  | Amazonas              |
| Puerto Rico          | Stephanie Santiago-Rolón       | 23   | 1,70 m (5′ 7″)  | Bayamón               |
| República Dominicana | Anyelina Mariel Sánchez Guzmán | 22   | 1,78 m (5′ 10″) | Santo Domingo         |
| Rusia                | Anastasia Belskaya             | 23   | 1,76 m (5′ 9″)  | San Petersburgo       |
| Suecia               | Louise Siljeholm               | 18   | 1,76 m (5′ 9″)  | Estocolmo             |
| Uruguay              | Camila Vezzoso García          | 19   | 1,74 m (5′ 9″)  | Montevideo            |
| Venezuela            | Michelle Casasola Pirela       | 22   | 1,77 m (5′ 10″) | Puerto Piritu         |

### Candidatas retiradas
- Taiwán - Wang Yi-Han

## Datos acerca de las delegadas
- Algunas de las delegadas de Miss Continentes Unidos 2013 han participado en otros certámenes internacionales de importancia:
  - Tatiana María José Bischof (Argentina) participó sin éxito en Miss Tierra 2012.
  - Destinee Dominique Arnold (Belice) fue ganadora de Miss Costa Maya Internacional 2013 y participó sin éxito en Miss Internacional 2012 y Miss Universo 2019.
  - María Renée Carmona Solíz (Bolivia) participó sin éxito en Miss Tierra 2013.
  - María Belén Jérez Spuler (Chile) participó sin éxito en Miss Universo 2015.
  - Brenda Jasmín Muñoz Hernández (Costa Rica) fue ganadora de Miss Pacífico y del Caribe 2015, semifinalista en Miss Intercontinental 2013 y participó sin éxito en el Reinado Internacional del Café 2014 y Reina Hispanoamericana 2015.
  - Carolina Andrea Aguirre Pérez (Ecuador) participó sin éxito en Miss Universo 2012.
  - Purva Rana (India) fue primera finalista en Miss Turismo Mundo 2012.
  - María Gabrielle Sealy Rivera (Panamá) participó sin éxito en el Reinado Internacional del Joropo 2011.
  - Laura Leticia Garcete Riveros (Paraguay) fue virreina, más tarde destituida, en Reina Hispanoamericana 2015 y participó sin éxito en Miss Yacht Internacional 2012.
  - Anyelina Mariel Sánchez Guzmán (República Dominicana) participó sin éxito en Top Model of the World 2015.
  - Camila Vezzoso García (Uruguay) participó sin éxito en Miss Universo 2012 y Reina Hispanoamericana 2012.

## Sobre los países en Miss Continentes Unidos 2013

### Naciones debutantes
| - Australia - Bélgica - Filipinas | - India - Rusia - Suecia |

### Naciones que regresan a la competencia
Compitió por última vez en 2007:
- Estados Unidos

### Naciones que se retiran de la competencia
El Salvador no envió una candidata este año.